# Rihanna: The Last Girl on Earth
Rihanna: The Last Girl on Earth – pierwsza książka barbadoskiej piosenkarki R&B Rihanny, została wydana 26 października 2010 roku w Stanach Zjednoczonych przez wydawnictwo Rizzoli. Autorami książki byli sama piosenkarka oraz Simon Henwood. Autobiografia została wydana w okładce twardej, jak i miękkiej.